# Zohra Mojadeddi
Zohra Mojadeddi (* 1969 in Kabul) ist eine deutsche Volkswirtin und Politikerin (Bündnis 90/Die Grünen).

## Leben
Mojadeddis Familie wurde nach dem Putsch der kommunistischen Demokratischen Volkspartei Afghanistans 1979 aus politischen Gründen inhaftiert. Nach ihrer Entlassung aus dem Gefängnis musste sie Afghanistan verlassen. Zusammen mit ihrer Mutter und ihrem Bruder flüchtete sie zuerst nach Pakistan und kam von dort nach Hamburg. Mojadeddi studierte Volkswirtschaftslehre und schloss als Diplom-Volkswirtin ab. 
Sie ist mit dem Unternehmensberater für Islamische Finanzierungen, Zaid El-Mogadeddi, verheiratet und hat zwei Kinder.
Sie arbeitet als Unternehmensberaterin im Finanzsektor und ist Abgeordnete in der Bezirksversammlung Wandsbek. Bei der Bürgerschaftswahl in Hamburg 2020 erhielt sie über die Landesliste ihrer Partei ein Mandat in der Hamburgischen Bürgerschaft. Sie war finanzpolitische Sprecherin ihrer Fraktion. 
Im Dezember 2024 sagte sie in der Bürgerschaft, dass sie sich verpflichtet fühle, ihre Stimme für Frieden zu erheben und sich gegen den Krieg in Gaza und der Westbank auszusprechen. Dabei nannte sie die israelischen Aktionen einen „Vernichtungskrieg“. Die CDU warf ihr daraufhin Antisemitismus vor. Der Vorsitzende der B90/Grüne Fraktion Dominik Lorenzen distanzierte sich von der Aussage. Sie gebe nicht die Position seiner Fraktion wieder.
Bei der Bürgerschaftswahl 2025 verfehlte sie den Wiedereinzug in die Bürgerschaft.